# Reginaldo Sardinha
Reginaldo Rocha Sardinha (Anápolis, 30 de agosto de 1975) é um servidor público e político brasileiro filiado ao Partido Liberal. Atualmente, é deputado distrital do Distrito Federal.